# دوئدیک
دوئدیک (به فرانسوی: Douadic) یک کمون در فرانسه است که در اندر واقع شده‌است. دوئدیک ۴۳٫۱۴ کیلومتر مربع مساحت و ۴۴۰ نفر جمعیت دارد و ۹۳ متر بالاتر از سطح دریا واقع شده‌است.